# Teorema de Newton sobre ovais
O teorema de Newton sobre ovais afirma que a área cortada por uma secante de uma oval convexa suave não é uma função algébrica da secante.
Isaac Newton o enunciou como o lema 28 da seção VI do livro 1 do Philosophiæ Naturalis Principia Mathematica, e o usou para mostrar que a posição de um planeta movendo-se em uma órbita não é uma função algébrica do tempo. Ocorreram controvérsias sobre se esse teorema é ou não é correto, porque Newton não especificou exatamente o que ele entendia por uma oval, e para algumas interpretações da palavra oval o teorema é correto, enquanto para outras ele é falso. Se "oval" significa "curva convexa contínua", então há contra-exemplos, tais como triângulos ou um dos lóbulos da lemniscata de Huygens y2 = x2 − x4, enquanto, como apontado por Arnold (1989): Se "oval" significa "curva convexa infinitamente diferenciável" então a afirmação de Newton é correta e seu raciocínio possui as etapas essenciais de uma prova rigorosa.
Vassiliev (2002) generalizou o teorema de  Newton para dimensões superiores.

## Enunciado

A lemniscata de Gerono ou Huygens; a área cortada pela secante é algébrica, mas a lemniscata não é suave na origem.

Uma tradução do enunciado original de Newton (Newton 1966, lema 28, seção 6, livro I) é:
"Não existe figura oval cuja área, cortada por linhas retas livremente, possa ser universalmente encontrada por meio de equações de um número finito qualquer de termos e dimensões."
Em linguagem matemática moderna, Newton essencialmente provou o seguinte teorema:
Não existe curva convexa suave (infinitamente diferenciável) tal que a área cortada por uma reta ax + by = c seja uma função algébrica de a, b, e c.

Se a oval é um círculo centrado na origem, então a espiral construída por Newton é uma espiral de Arquimedes.

Em outras palavras, "oval" no enunciado de Newton deve ser entendida como "curva convexa suave". A diferenciabilidade infinita em todos os pontos é necessária: Para qualquer inteiro positivo n, há curvas algébricas que são suaves em toda parte exceto por um ponto, e diferenciáveis n vezes nesse ponto de exceção, para as quais a área cortada por uma secante é algébrica.
Newton observou que um raciocínio similar mostra que o comprimento de arco entre dois pontos de uma oval (convexa suave) não é dado por uma função algébrica dos pontos.

## A demonstração de Newton
Newton tomou a origem P dentro da oval, e considerou a espiral de pontos (r, θ) em coordenadas polares cuja distância r até P é a área cortada pelas retas por P com ângulos 0 e θ. Ele então observou que essa espiral não pode ser algébrica, pois ela tem um número infinito de intersecções com uma reta por P, então a área cortada por uma secante não pode ser uma função algébrica da secante. 
Essa demonstração requer que a oval e portanto a espiral sejam suaves; caso contrário, a espiral pode ser uma união infinita de pedaços de diferentes curvas algébricas. Que é o que acontece nos vários "contra-exemplos" para o teorema de Newton em relação a ovais não suaves.